# Jættestue
En jættestue er et gravanlæg fra bondestenalderen bygget af meget store sten og dækket af en jordhøj. I lighed med dysserne kaldes en jættestue også for en megalitgrav eller storstensgrav. En jættestue består af et kammer, der kan være af forskellig udformning, og hvortil der går en lang gang til højens yderside. Langs denne yderside er der anbragt mægtige randsten. Arkæologer vurderer, at der blev bygget omkring 40.000 store stengrave i årene fra omkring 3.500 til 3.000 f. Kr.
Kun ca. 500 af de store jættestuer er i dag bevaret.

## Opbygning
Jættestuerne er bygget i bondestenalderen og tilhører tragtbægerkulturen. De afløser dysserne. Jættestuerne blev sandsynligvis bygget indenfor en periode på et par hundrede år ca. 3300-3200 f.Kr. og skal ses i tilknytning til landbrugets indførelse omkring 4000 f.Kr. I dag kendes der til ca. 500 bevarede jættestuer i Danmark, hvoraf hovedparten er mere eller mindre nedbrudt som følge af, at man i 17-1800-tallet anvendte dem som stenbrud til bl.a. vejbyggeri. En mindre gruppe er dog restaureret eller står, som da de blev bygget i bondestenalderen.
Jættestuerne vidner om stor teknisk kunnen og en nøje gennemtænkt konstruktion. Eksempelvis er mellemrummene mellem de store bæresten udfyldt med tørmursfliser – flade sandsten – lagt lag på lag. Ved arkæologiske undersøgelser har det i visse tilfælde kunnet konstateres, at der i mellemrummet mellem de enkelte tørmursfliser er lagt foldet birkebark. På Møn har man dog anvendt kridtmasse til at udfylde mellemrummene mellem tørmursfliserne. Bagved bærestenene findes kompakte lag af brændt flint, der ligesom tørmurene og birkebarken har været med til at holde gravkammeret tæt og tørt.
Jættestuerne blev anvendt gennem flere hundrede år, og der er eksempler på at man også i bronzealderen har anvendt jættestuernes gravkamre til begravelser. Ved arkæologiske undersøgelser af blandt andet Rævehøj ved Slagelse har man fundet knoglerne efter adskillige gravlagte. I visse tilfælde omkring 100 forskellige mennesker.
Jættestuer er ikke udelukkende noget dansk fænomen, men kendes fra hele det nord- og vesteuropæiske område.

## Orientering efter Månen
15. december 2008 offentliggjorde forskere fra Niels Bohr Institutet ved Københavns Universitet i det videnskabelige tidsskrift Acta Archaeologica, resultatet af komplicerede beregninger, som viser at de danske jættestuer sandsynligvis er orienterede efter retningen til fuldmåne, måske oven i købet efter retningen til fuldmånen umiddelbart inden en måneformørkelse.

### Beregningerne
Retninger til fuldmånens opgang og tidspunktet for måneformørkelser er vanskelige at beregne på grund af Solens forstyrrende indflydelse på Månens bane omkring Jorden, der bevirker at månebanens plan drejer med en periode på 19 år.
Men den største komplikation er, at Jordens rotation har ændret sig i tidens løb, så den nu roterer langsommere end tidligere, så det krævede helt særlige udregninger og korrektioner at regne mere end 5.500 år tilbage i tiden og se, om måneformørkelserne kunne ses fra Danmark.
Omkring ovenstående henvises til Claus Nybos magisterkonferens Heaven´s Gate, Brudstykker af en helhed, s. 51 ff., SAXO-instituttet, Københavns Universitet 2010.

### Koncentration af retningen øst/syd-øst
Der er en betydelig koncentration af retninger mod øst/syd-øst set indefra jættestuen. Det kunne umiddelbart tolkes som at jættestuerne er anlagt efter retningen til Solens opgang ved vintertid, men det er iflg. forskerne mere sandsynligt, at de er anlagt efter retningen til opgangen af fuldmånen, f.eks. den første fuldmåne efter forårsjævndøgn. Beregningerne viste, at der i tidsrummet fra 3.300 til 3.100 år f.v.t. var en overhyppighed på 50 % i antallet af måneformørkelser, der kunne ses i Danmark. Og det spændende var, at mønstret viste, at det kunne passe med fuldmåneopgange umiddelbart inden der kom en måneformørkelse.
Hvordan stenalderfolket har vidst, at der efter en fuldmåne ville komme en måneformørkelse er uvist, men som astronom Per Kjærgaard Rasmussen forklarer: -har man observeret én måneformørkelse, er der en meget stor sandsynlighed for, at der enten 12 måneder eller 19 år senere vil komme en ny måneformørkelse.
Jættestuerne har været brugt til begravelser, og at indgangsretningerne er koncentreret mod fuldmånen kunne tyde på en rituel praksis, der involverer Månen.